# Attilio Lentati
Attilio Lentati (Milano, 26 marzo 1937 – Milano, 15 marzo 2020) è stato un dirigente d'azienda italiano, per più di cinquant’anni uno dei protagonisti del mondo finanziario, assicurativo e bancario. Pioniere nel settore del risparmio gestito in Italia, è stato amministratore delegato di RAS e vicepresidente esecutivo di UBM, la banca d’investimento di UniCredit.

## Biografia
Laureato in economia e commercio all'Università Bocconi di Milano, lavora dal 1961 al 1971 nella direzione finanziaria de La Centrale, entra quindi nel gruppo assicurativo RAS diventando nel 1977 direttore finanziario e poi amministratore delegato. Nel 1984 è tra i primi a fondare con Gestiras un fondo comune d'investimento, allora quasi sconosciuti in Italia, per la gestione del risparmio, dando anche vita ad una rete di consulenti di nome Dival.
Nel 1991 è vicepresidente vicario di UBM, la banca d'investimento di Unicredit, quindi senior Advisor di Unicredit Holding, da ultimo è nominato senior advisor di Crif, azienda specializzata nello sviluppo di gestione di sistemi di informazioni creditizie e registrata come agenzia di rating a livello europeo.
È morto il 15 marzo 2020 poche ore dopo la scomparsa della moglie, Maria Letizia Carrara Bottagisio. Aveva tre figli.